# Benethok Deurali
Benethok Deurali – gaun wikas samiti w zachodniej części Nepalu w strefie Gandaki w dystrykcie Syangja. Według nepalskiego spisu powszechnego z 2001 roku liczył on 826 gospodarstw domowych i 4238 mieszkańców (2337 kobiet i 1901 mężczyzn).